# Serabi Barat
Serabi Barat is een bestuurslaag in het regentschap Bangkalan van de provincie Oost-Java, Indonesië. Serabi Barat telt 2932 inwoners (volkstelling 2010).